# Reer-Darwiish (Si'iid Harti)

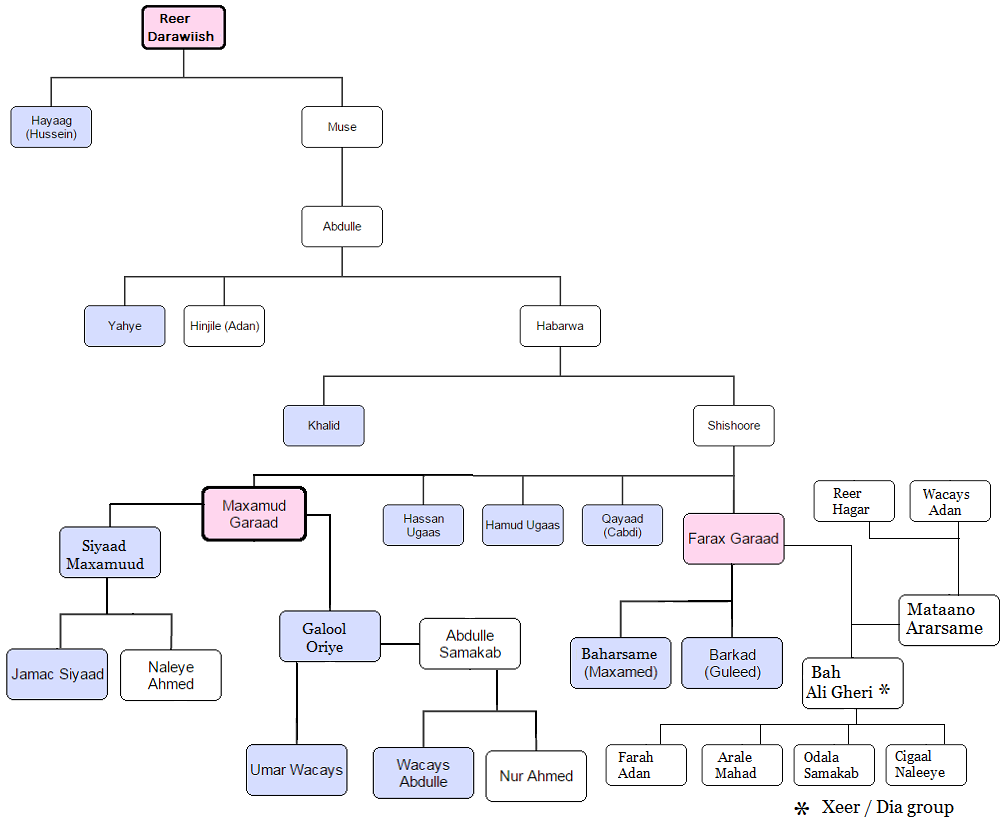

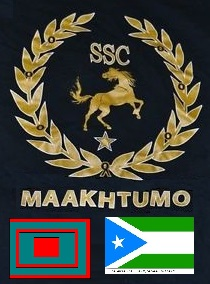
Dhulbahante

De Dhulbahante of Si'iid harti of Reer Darawiish is een van de subclans van Darod clan. De Dhulbahanteclan leeft hoofdzakelijk in de regio loot lake, centraal Sanaag en Ayn in Somalië. Dhulbahante staan bekend om hun antikoloniale houding tijdens de Derwisjstaat en daarom worden ze "darawiish" genoemd.